# Joaquín Enrique Valerio Olivera
Joaquín Enrique Valerio Olivera (Badalona, 12 de gener de 1973) és un futbolista català, que juga com a porter.

## Trajectòria
Sorgit del planter del Reial Madrid, Valerio va ser el porter titular del filial a mitjans de la dècada dels 90. Sense disposar d'oportunitats amb el primer equip, a l'estiu de 1995 fitxa per l'Hèrcules CF. Al conjunt alacantí juga mitja campanya. El club aconsegueix l'ascens a Primera, però el badaloní no té continuïtat i fitxa per l'Albacete Balompié, on recupera la titularitat.
Després de la bona campanya amb els manxecs, el Reial Betis el fitxa el 1997 per ser el porter suplent dels andalusos. Va romandre quatre anys a Sevilla, on va jugar tan sols 17 partits, 12 d'ells a la màxima categoria.
En busca d'oportunitats fitxa el 2001 per l'Elx CF. Disputa 38 partits amb els valencians, seguits de 24 més a l'any següent amb el CD Tenerife. La temporada 03/04 recala a la UD Almeria. Amb els andalusos realitza una discreta primera temporada, però les dues següents hi serà el porter titular, fins que l'arribada de l'holandés Sander Westerveld li barra el pas la temporada 06/07, la de l'ascens de l'Almeria a primera divisió.
Com quan estava a l'Hèrcules, Valerio no puja amb els andalusos a la màxima categoria, sinó que marxa a l'Elx de nou, ara suplent. L'estiu del 2008 deixa la Segona Divisió després vuit temporades consecutives per jugar amb el Polideportivo Ejido, a la categoria de bronze.